# Hispano Aviación HA-1112
L'Hispano Aviación HA-1112 va ser un desenvolupament del Messerschmitt Bf 109 G-2 realitzat a Espanya després de la guerra civil espanyola.

## Causes
La indústria aeronàutica espanyola es va desenvolupar amb un cert retard envers la resta de països europeus. En part per raons estructurals de la mateixa indústria, i en part també, perquè es podien comprar moltes aeronaus, barates, excedents de la Segona Guerra Mundial. Una de les empreses amb més èxit va ser La Hispano Suiza, que fabricava motors d'aviació, camions militars, i automòbils de luxe. La Hispano va ser la matriu del que després es diria Hispano Aviación S. A. que tenia tallers i un camp d'aviació a Guadalajara. Durant la guerra civil l'empresa va passar per moltes peripècies; es va col·lectivitzar i es va traslladar per motius militars. Després de la guerra, La Hispano Aviación va ser mig nacionalitzada. I el 1943, se li encomanà la construcció de 200 caces Messerschmitt Me-109 sota llicència.

## Desenvolupament de les versions espanyoles

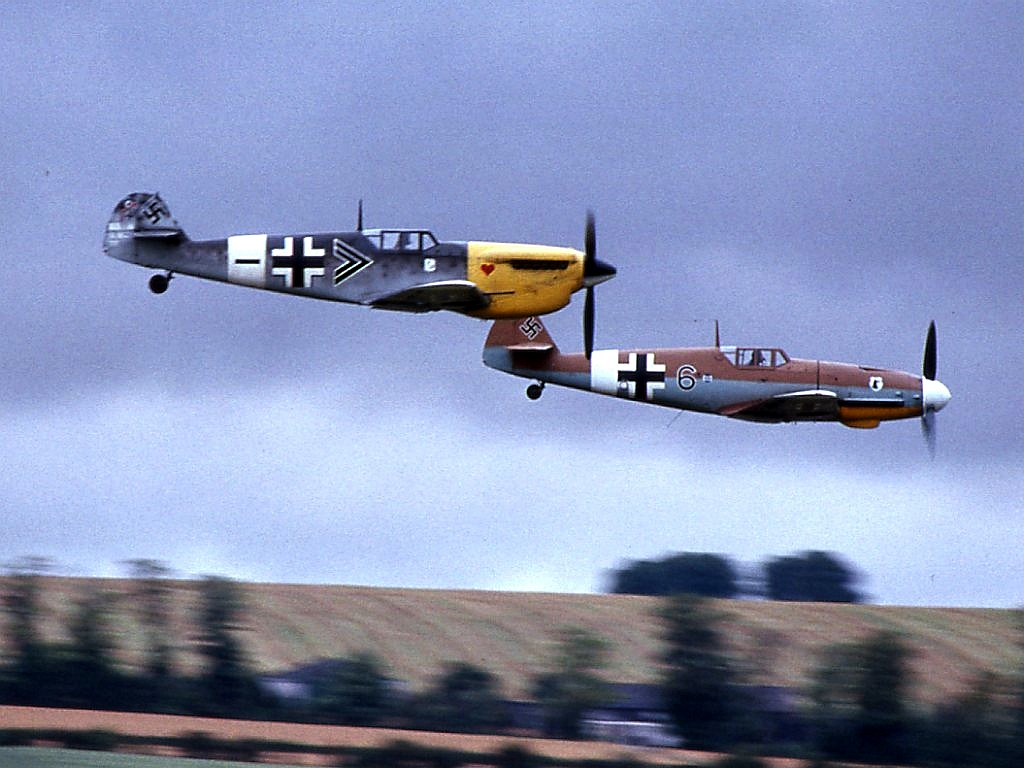
HA-1112 M.1.L Buchon junt a un Messerschmitt Bf 109

Hi va haver dues versions molt diferents que es van construir, i difereixen principalment pels seus motors, i es coneixien com a Hispano Aviación HA-1112 K.1.L'' “Tripala” i Hispano Aviación HA-M.1.L'' “Buchon”.
El 1943 durant la difícil situació econòmica de la postguerra espanyola, i en plena Segona Guerra Mundial, els projectes tecnològics patien grans retards i dificultats. Bona part dels treballadors especialitzats en aeronàutica havien mort durant la guerra o s'havien exiliat. Els alemanys no estaven en condicions de donar suport tècnic o de cedir equipament bèl·lic. A més en aquest moment de conflicte armat el règim del general Franco no tenia interès a fer tractes públics amb les potències de l'eix.
Alemanya envia per tren 25 avions repartits en dos lots, el primer amb les cèl·lules dels avions i el segon amb els motors, les ales, l'armament i els alerons de cua. Per causa del tall de les vies ferroviàries solament hi arriba a Espanya el primer enviament. I als fuselatges de 172 Messerschmitt Bf 109 G-2, 25 de les quals lliurades per Alemanya sense alerons, es van haver d'equipar amb motors britànics Rolls-Royce Merlin 500-45 per la manca de motors alemanys. També s'hi van afegir suports per a poder llançar coets. El sobrenom de Buchon (colom amb el pap gran) s'hi va posar per la necessitat de redissenyar el capó del motor, per donar cabuda al nou motor que era més gran que l'original.
Gairebé alhora el mateix motor Rolls-Royce Merlin es muntava als CASA 2111 "Pedro", versió espanyola del Heinkel He 111. Aquests es construïen a la factoria CASA de Sevilla, els famosos Pedros que són els únics He-111 que resten en condicions de vol a tot el món.
Com a anècdota curiosa, aquest aparell (HA-1112) que va entrar en servei sent un avió antiquat, ha actuat en diverses pel·lícules famoses com La Batalla de Inglaterra i Memphis Belle, degudament modificats perquè es veiessin com l'avió alemany original.

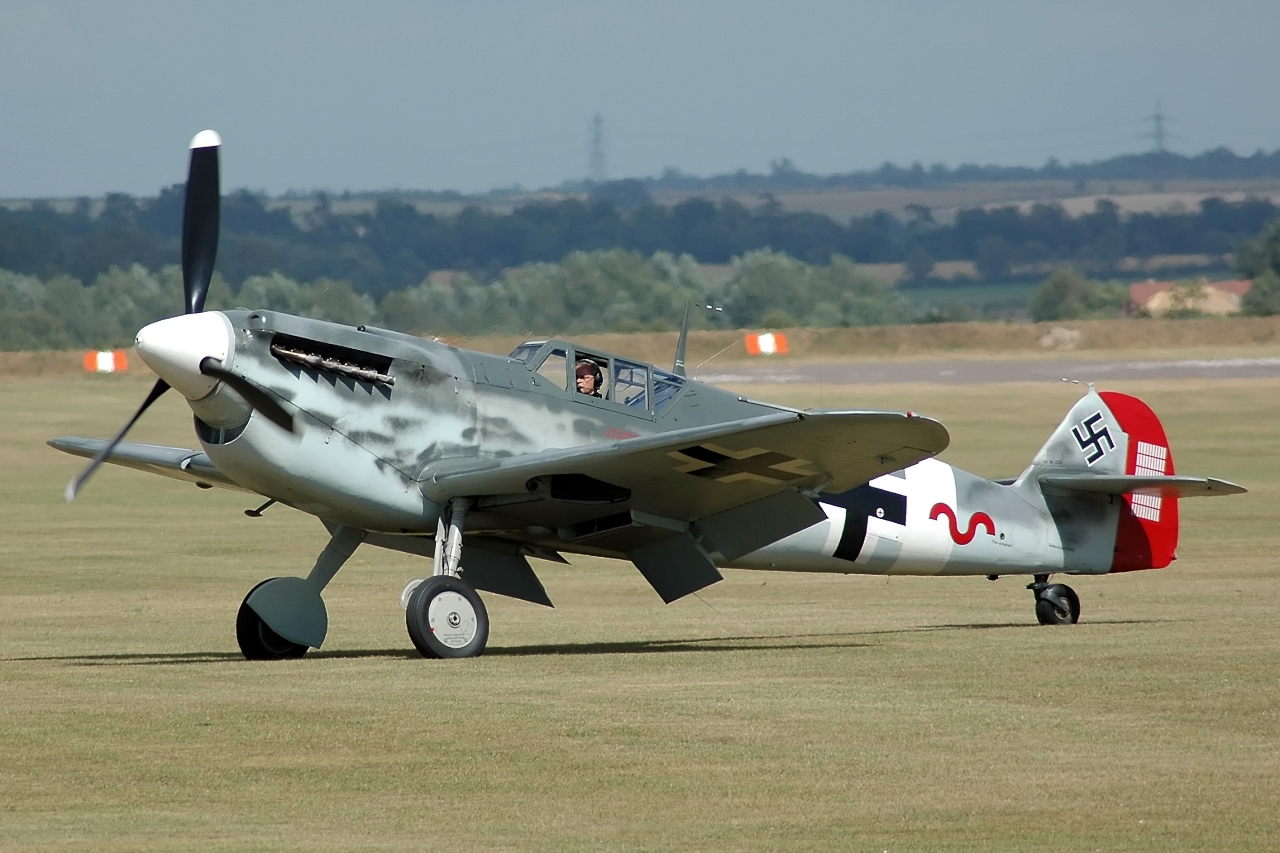
Un HA-1112-M1L Buchon en condicions de vol, pintat per representar un Bf 109 alemany, amb símbols de la Luftwaffe.

## Versions
- HA-1109-J1L - Bf 109 remodelat amb motor Hispano Suiza 12Z-89 i hèlix Escher-Wyss en comptes del Daimler-Benz DB 605A
- HA-1109-K1L - Tripala nous avions amb motor Hispano Suiza 12Z-89. Hèlix de Havilland Hydromatic, coets de 80 mm i metralladores Breda, cal. 12,7, la sèrie es va anomenar HA-1112-K1L, es varen fabricar 65 exemplars.
- HA-1109-M1L - Remodelació d'un HA-1109-K1L amb motor Rolls-Royce Merlin.
- HA-1110-K1L – Entrenador biplaça amb motor Hispano Suiza. 1 exemplar.
- HA-1110-M1L - Entrenador biplaça amb motor Rolls-Royce Merlin, només va existir com a projecte
- HA-1111-K1L - Entrenador biplaça amb motor Hispano Suiza, i dipòsits a l'extrem final de les ales. Sòlament va existir com a projecte.
- HA-1112-M1L – Buchon, la versió final amb motor Rolls-Royce Merlin, i canons Hispano Suiza.
- HA-1112-M4L – Entrenador biplaça amb motor Rolls-Royce Merlin.

## Característiques tècniques

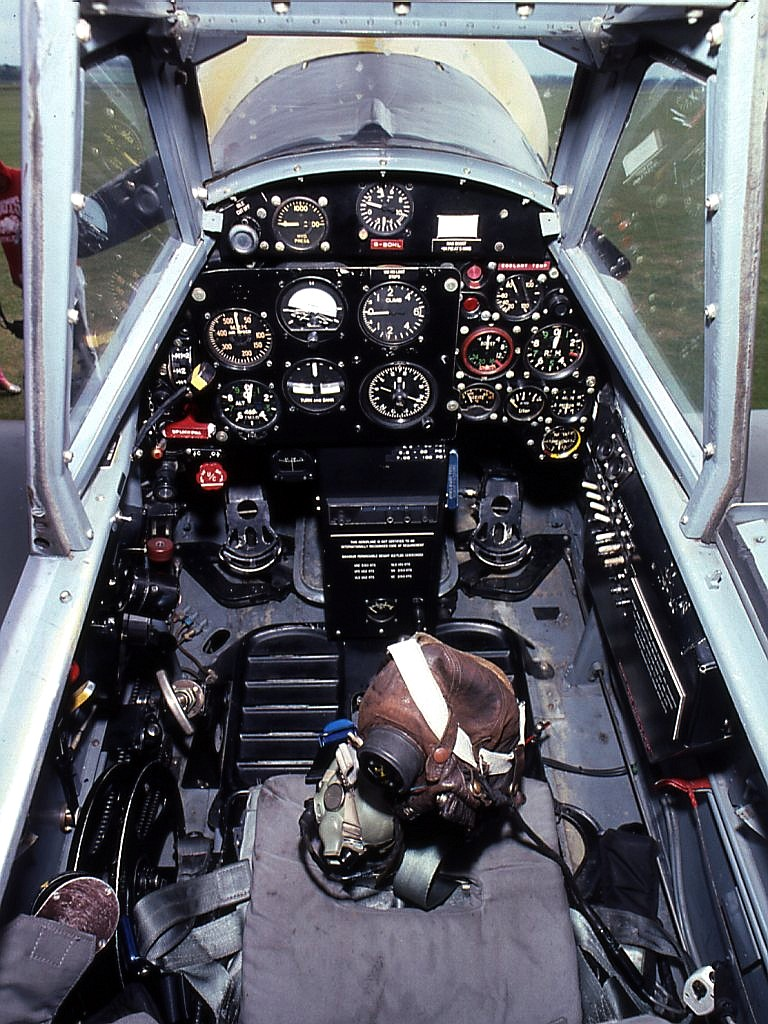
Cabina d'un HA-1112
M1L “Buchon”

- Monoplaça de caça i atac (amb variant biplaça d'entrenament)
- Designació del fabricant : HA 1112. L'exèrcit espanyol : C4
- Primer envol : 1954.
- Entrada en servei : 1956.
- Retirat del servei : 1965.
- Motor : Rolls-Royce Merlin 500-45 de 12 cilindres en V.
- Potència : 1185 HP a 3000 RPM.
- Velocitat màxima : 665 km/h
- Distància màxima : 765 km
- Sostre : 10.200 m.
- Armament : Dos canons Hispano Suiza HS404 de 20 mm i vuit coets Oerlikon de 80 mm.

## Dimensions
- Longitud : 9,13 m
- Amplada alar : 9,92 m
- Alçària : 2,60 m
- Pes en buit : 2.666 Kg
- Pes màxim a l'enlairament : 3,330 Kg